# Шварцман, Джейсон
Дже́йсон Франче́ско Шва́рцман (англ. Jason Francesco Schwartzman; род. 26 июня 1980 года, Лос-Анджелес, Калифорния, США) — американский актёр, сценарист и музыкант.
Наиболее известен по сотрудничеству с режиссёром Уэсом Андерсоном, с которым работал над фильмами «Академия Рашмор» (1998), «Поезд на Дарджилинг» (2007), «Бесподобный мистер Фокс» (2009), «Королевство полной луны» (2012), «Отель „Гранд Будапешт“» (2014). Он также известен по ролям в таких фильмах, как «Высший пилотаж» (2002), «Взломщики сердец» (2004), «Продавщица» (2005), «Мария-Антуанетта» (2006), «Приколисты» (2009), «Скотт Пилигрим против всех» (2010) и «Спасти мистера Бэнкса» (2013).
Шварцман известен и по телевизионным работам: он исполнил роль Джонатана Эймса, главного героя телесериала HBO «Смертельно скучающий» (2009—2011), а также босса итальянской мафии Канзас-Сити Йосто Фадда в четвёртом сезоне криминальной антологии FX «Фарго» (2020).

## Биография
Джейсон Шварцман родился в семье адвоката и продюсера Джека Шварцмана (англ., 1932—1994) еврейского происхождения и актрисы Талии Шайр итальянского происхождения. Родной брат актёра Роберта Шварцмана и единокровный — кинооператора Джона Шварцмана. Племянник Фрэнсиса Форда Копполы, двоюродный брат Николаса Кейджа, Кристофера Копполы, Романа Копполы и Софии Копполы.
В 1999 году окончил Уиндвудскую школу (англ. Windwood School) в Лос-Анджелесе. До начала актёрской карьеры Шварцман был барабанщиком и автором песен в группе "Phantom Planet". После ухода из группы он продолжает музыкальную деятельность, но теперь уже в качестве кинокомпозитора, и, в частности, является одним из авторов саундтреков для телесериалов «Одинокие сердца» и «Смертельно скучающий», а также к фильму «Приколисты».
Как актёр Шварцман дебютировал в 1998 году в фильме режиссёра Уэса Андерсона «Академия Рашмор». За роль Макса Фишера он был номинирован на соискание множества кинопремий и удостоился награды Young Artist Awards как лучший комедийный актёр.
В 2007 году написал сценарий к фильму «Поезд на Дарджилинг» в соавторстве с Уэсом Андерсоном и своим кузеном Романом Копполой, который также является одним из продюсеров картины.

## Личная жизнь
С 11 июля 2009 года женат на дизайнере Брейди Каннингэм. У супругов две дочери: Мэлроу Риверс Шварцман (род. 2010) и Уна (род. 2014).

## Избранная фильмография
| Год       |     | Русское название                                    | Оригинальное название                                | Роль                      |
| --------- | --- | --------------------------------------------------- | ---------------------------------------------------- | ------------------------- |
| 1998      | ф   | Академия Рашмор                                     | Rushmore                                             | Макс Фишер                |
| 1999—2000 | с   | Хулиганы и ботаны                                   | Freaks and Geeks                                     | Хоуи Гелфанд              |
| 2001      | ф   | Агент «Стрекоза»                                    | CQ                                                   | Феликс Де Марко           |
| 2002      | ф   | Симона                                              | S1m0ne                                               | Милтон                    |
| 2002      | ф   | Чуваки                                              | Slackers                                             | Ethan                     |
| 2002      | ф   | Высший пилотаж                                      | Spun                                                 | Росс                      |
| 2004      | ф   | Взломщики сердец                                    | I Heart Huckabees                                    | Альберт Марковски         |
| 2005      | ф   | Автостопом по галактике                             | The Hitchhiker’s Guide to the Galaxy                 | Гэг Хэлфрунт              |
| 2005      | ф   | Колдунья                                            | Bewitched                                            | Ритчи                     |
| 2005      | ф   | Продавщица                                          | Shopgirl                                             | Джереми                   |
| 2006      | ф   | Мария-Антуанетта                                    | Marie Antoinette                                     | Людовик XVI               |
| 2007      | кор | Отель «Шевалье»                                     | Hotel Chevalier                                      | Джек                      |
| 2007      | ф   | Поезд на Дарджилинг. Отчаянные путешественники      | The Darjeeling Limited                               | Джек                      |
| 2007      | ф   | Взлёты и падения: История Дьюи Кокса                | Walk Hard: The Dewey Cox Story                       | Ринго Старр               |
| 2009      | ф   | Приколисты                                          | Funny People                                         | Марк Тейлор Джейксон      |
| 2009      | ф   | Знакомство с Марком                                 | The Marc Pease Experience                            | Марк Пиз                  |
| 2009—2011 | с   | Смертельно скучающий                                | Bored to Death                                       | Джонатан Эймс             |
| 2009      | мф  | Бесподобный мистер Фокс                             | Fantastic Mr. Fox                                    | Эш Фокс                   |
| 2010      | ф   | Скотт Пилигрим против всех                          | Scott Pilgrim vs. the World                          | Гидеон Грейвс             |
| 2012      | ф   | Королевство полной луны                             | Moonrise Kingdom                                     | Кузен Бен                 |
| 2013      | ф   | Умопомрачительные фантазии Чарльза Свона — третьего | A Glimpse Inside the Mind of Charles Swan III        | Кирби Стар                |
| 2013      | ф   | Спасти мистера Бэнкса                               | Saving Mr. Banks                                     | Ричард Шерман             |
| 2014      | ф   | Послушай, Филип                                     | Listen up Philip                                     | Филип                     |
| 2014      | ф   | Отель «Гранд Будапешт»                              | The Grand Budapest Hotel                             | мсье Жан                  |
| 2014—2016 | с   | Моцарт в джунглях                                   | Mozart in the Jungle                                 | Брэдфорд Шарп             |
| 2014      | ф   | Большие глаза                                       | Big eyes                                             | Рубен                     |
| 2015      | ф   | Ночёвка                                             | The Overnight                                        | Курт                      |
| 2015      | ф   | 7 китайских братьев                                 | 7 Chinese Brothers                                   | Ларри                     |
| 2015—2016 | с   | Блант говорит                                       | Blunt Talk                                           | Данкан Адлер              |
| 2015      | ф   | Очень мюрреевское Рождество                         | A very Murray Christmas                              | Эллиот, жених             |
| 2016      | ф   | Страна грёз                                         | Dreamland                                            | Питер                     |
| 2017      | мф  | Моя школа тонет в море                              | My Entire High School Sinking Into the Sea           | озвучивание               |
| 2017      | ф   | Король польки                                       | The Polka King                                       | Микки Пиццазз             |
| 2017      | ф   | Золотые выходы                                      | Golden Exits                                         | Бадди                     |
| 2018      | мф  | Остров собак                                        | Isle of Dogs                                         | соавтор сценария          |
| 2019      | ф   | Винная страна                                       | Wine Country                                         | Девон                     |
| 2019      | мф  | Клаус                                               | Klaus                                                | Джаспер                   |
| 2020      | с   | Фарго                                               | Fargo                                                | Джосто Фадда              |
| 2020      | ф   | Mainstream                                          | Mainstream                                           | Марк                      |
| 2021      | ф   | Французский вестник                                 | The French Dispatch                                  | Гермес Джонс              |
| 2023      | ф   | Город астероидов                                    | Asteroid City                                        | Оджи Штеенбек             |
| 2023      | ф   | Голодные игры: Баллада о змеях и певчих птицах      | The Hunger Games: The Ballad of Songbirds and Snakes | Лукреций «Лаки» Фликерман |
| 2024      | ф   | Мегалополис                                         | Megapolis                                            |                           |
| 2024      | ф   | Квир                                                | Queer                                                |                           |